# Cyclopina gracilis
Cyclopina gracilis is een eenoogkreeftjessoort uit de familie van de Cyclopinidae. De wetenschappelijke naam van de soort is voor het eerst geldig gepubliceerd in 1863 door Claus.